# Moravia
La Moravia (in ceco Morava, in tedesco Mähren) è una regione storica dell'Europa centrale, che oggi costituisce la parte orientale della Repubblica Ceca. La sua capitale storica è Brno, seconda città del paese. Prende il nome dal fiume Morava.

## Geografia
La Moravia occupa quasi un terzo della Repubblica Ceca, inclusa la Moravia Meridionale e la Regione di Zlín, come anche parte della Regione di Moravia-Slesia, di Olomouc, di Pardubice, di Vysočina e della Boemia Meridionale.
A nord, la Moravia confina con la Polonia e la Slesia ceca, ad est con la Slovacchia, a sud con la Bassa Austria e ad ovest con la Boemia. Il confine nord è formato dalla catena dei Sudeti, che diventa i Carpazi ad est. Il Thaya scorre al confine con l'Austria, dove c'è un'area protetta lungo il confine tra i due Stati, vicino ad Hardegg.
Nel cuore della regione ha sede il bacino sedimentario della Morava e del Thaya a un'altezza di 180–250 m. Ad ovest, le Montagne Boeme-Morave si innalzano fino a 800 m, anche se la montagna più alta sta a nord-ovest, il Praděd (tedesco: Altvater) nei Sudeti, a 1490 m. Più a sud ci sono le alture Jeseníky (400–600 m) che scendono fino a 310 m presso il fiume Oder, vicino a Hranice e si innalzano di nuovo a 1322 metri presso i Monti Beschidi (Lysá hora, in tedesco: Kahlberg). Queste tre catene montuose formano insieme una separazione tra i diversi bacini idrografici dell'Europa. Il confine orientale della Moravia è formato dai Carpazi Bianchi, che raggiungono un massimo di 970 m a Velká Javořina. A sud-est si estende la regione geografica della Slovacchia Morava o Slovácko.
Negli ultimi secoli, la Moravia (anche conosciuta come Moravia-Slesia) ha anche incluso una piccola porzione della provincia della Slesia, la cosiddetta Slesia morava. Quando Federico II di Prussia annetté la maggior parte dell'antica Slesia alla Prussia, la parte sud rimase con la Casa d'Asburgo.
| Fiume     | Lunghezza (km) | Portata media alla foce (m³/s) | Bacino (km²) |
| --------- | -------------- | ------------------------------ | ------------ |
| Morava    | 358            | 109                            | 26 600       |
| Dyje      | 285            | 43,9                           | 13 419       |
| Svratka   | 174            | 27                             | 7 118        |
| Svitava   | 98,4           | 5,2                            | 1 150        |
| Odra      | 854            | 535,3                          | 118 861      |
| Bečva     | 61,5           | 17,5                           | 1 620        |
| Jihlava   | 184,5          | 12                             | 3 117        |
| Oslava    | 99,6           | 3,47                           | 867          |
| Jevišovka | 96             | 11                             | 1 036        |

## Storia

Moravia nel 833

Attorno al 60 a.C. la popolazione celtica dei Galli Boi si ritirò dalla regione e lasciò il posto alla tribù germanica dei Quadi, che a loro volta vennero soppiantati da Slavi nel VI secolo d.C. Nel VII secolo la Moravia fu il cuore del primo regno slavo, il Regno di Samo, estendendosi dal fiume Váh fino ai Tatra. All'inizio dell'VIII secolo la Moravia meridionale era soggetta all'influsso avaro, al quale pose fine il re franco Carlo Magno. Alla fine dell'VIII secolo si costituì il Principato di Moravia, nell'area corrispondente all'odierna Moravia sud-orientale, a Záhorie nella Slovacchia sud-occidentale e a parti dell'Austria Inferiore. Nell'833 questo divenne lo Stato della Grande Moravia, con la conquista del Principato di Nitra (l'odierna Slovacchia e parti dell'Ungheria settentrionale). La Grande Moravia raggiunse la sua massima espansione territoriale negli anni 890, sotto il regno di Svatopluk I. A quell'epoca l'impero occupava il territorio delle odierne Repubblica Ceca e Slovacchia, la parte occidentale dell'odierna Ungheria (Pannonia), oltre alla Lusazia (nell'odierna Germania) e alla Slesia e al bacino dell'alta Vistola (nella Polonia Meridionale). Dopo la morte di Svatopluk, nell'895, i principi moravi lasciarono il regno per diventare vassalli di Arnolfo di Carinzia, e lo Stato moravo cessò di esistere dopo essere stato schiacciato dagli invasori Magiari nel 906-907.
A seguito della sconfitta di questi ultimi da parte dell'imperatore Ottone I di Sassonia, nella battaglia di Lechfeld del 955, l'alleato di Ottone, Boleslao I il Přemyslide, re di Boemia, ricevette la Moravia. Boleslao I di Polonia si annetté la Moravia nel 999, e la governò fino al 1019, quando il principe Přemyslide Bretislao la riconquistò. Alla morte del padre nel 1035, Bretislao divenne anche regnante di Boemia. Nel 1054 Bretislao decretò che le terre boeme e morave sarebbero state ereditate assieme per primogenitura, anche se dispose che il suo figlio minore dovesse governare parte della Moravia come vassallo del fratello maggiore.
Per tutta l'era Přemyslide i principi giovani spesso governarono tutta o parte della Moravia da Olomouc, Brno o Znojmo, con diversi gradi di autonomia rispetto al regnante di Boemia. La Moravia raggiunse il massimo dell'autonomia nel 1182, quando l'imperatore Federico I elevò la Moravia allo status di margraviato (o marca), direttamente soggetto all'imperatore e indipendente dalla Boemia. Questo status ebbe vita breve: nel 1197 Vladislao III Enrico di Boemia risolse la disputa sulla successione tra lui e il fratello Ottocaro abdicando dal trono boemo e accettando il margraviato di Moravia come vassallo della Boemia.
Da allora la Moravia ha condiviso la sua storia con la Boemia. La dinastia Přemyslide si estinse nel 1306 e, nel 1310, Giovanni di Lussemburgo divenne re di Boemia. Moravia e Boemia rimasero alla dinastia di Lussemburgo di re e imperatori tedeschi fino a quando vennero ereditate da Alberto II d'Asburgo nel 1437.
Durante la Crociata Hussita gli Asburgo persero il controllo della Boemia e della Moravia, e le due terre vennero temporaneamente divise. L'hussita Giorgio di Boemia venne eletto re di Boemia nel 1458. Nel 1466 il papa Paolo II scomunicò Giorgio e vietò a tutti i cattolici di continuare a servirlo, e nel 1469, Mattia Corvino, re d'Ungheria, conquistò la Moravia. Questa venne riunita alla Boemia nel 1490, quando Vladislao Jagellone, che era succeduto a Giorgio come re di Boemia nel 1471, succedette anche a Matteo come re d'Ungheria. Nel 1526 il figlio di Vladislao, Luigi, morì in battaglia; Ferdinando I d'Asburgo venne eletto re di Boemia. La Moravia rimase assieme alla Boemia come possedimento asburgico fino al termine della prima guerra mondiale.
Fino al 1641 la capitale della Moravia era la centrale Olomouc, ma dopo la sua presa da parte dell'impero svedese si spostò verso la più grande città di Brno che resistette con successo agli invasori. La marca della Moravia ebbe la propria dieta i cui delegati furono eletti (negli anni successivi al 1905) in collegi elettorali tedeschi e cechi etnicamente separati.

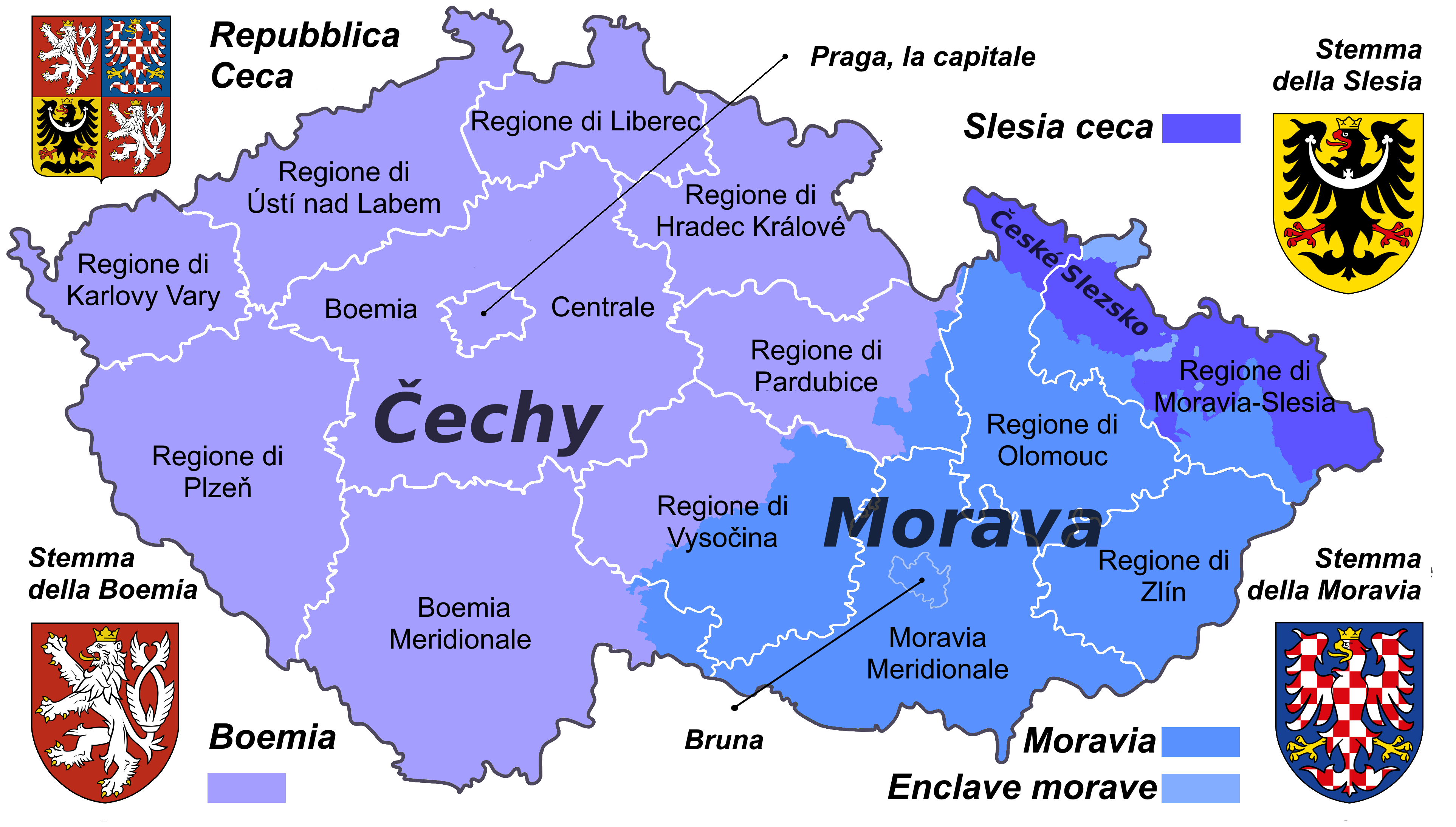
Terre ceche a confronto con le attuali regioni amministrative

A seguito della fine dell'impero austro-ungarico nel 1918, la Moravia divenne parte della Cecoslovacchia (e fece parte del Protettorato di Boemia e Moravia durante l'occupazione tedesca della Cecoslovacchia durante la seconda guerra mondiale).
Nel 1945 la minoranza etnica tedesca della Moravia fu espulsa.
Con la fine della Cecoslovacchia la Moravia divenne una parte della Repubblica Ceca nel 1993.

## Società

### Evoluzione demografica

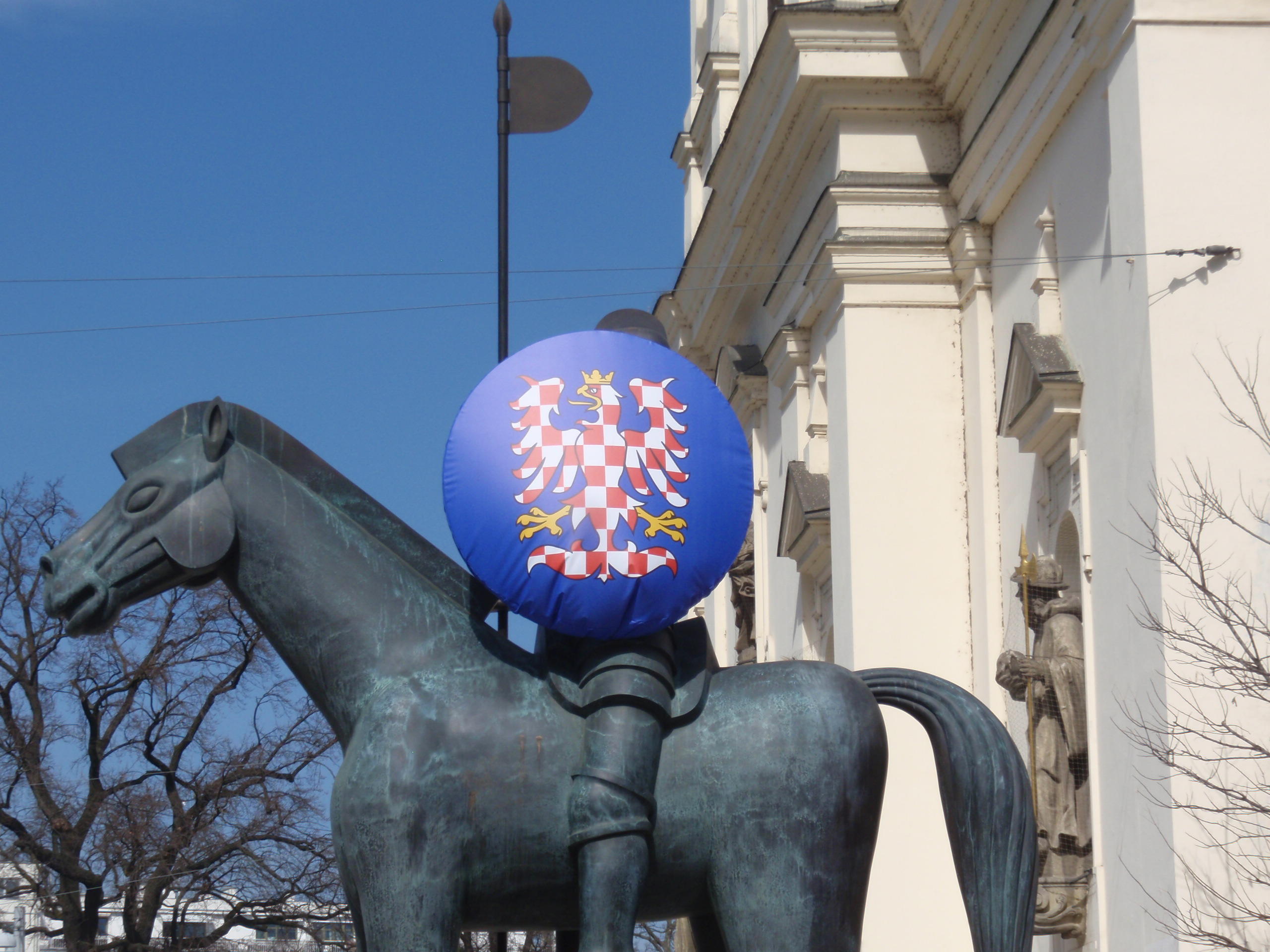
Statua equestre di Jobst di Moravia su Moravské náměstí (Piazza della Moravia) a Brno. Lo scudo rotondo tenuto dal cavaliere è stato fornito con l'emblema (lo stemma) della Moravia (Aquila della Moravia) il 26 marzo 2021. I rappresentanti della città di Brno lo usano per commemorare il censimento della popolazione, delle case e delle abitazioni del 2021.

I moravi oggi sono un'etnia slava che parla vari dialetti cechi.
Alcuni moravi si considerano un gruppo etnico distinto; altri si considerano etnicamente cechi.
Nel censimento del 1991 1.362.000 (13,2%) della popolazione ceca si è descritta di nazionalità morava. Nel censimento del 2001 questo numero era sceso a 380.000 (3,7% della popolazione). Nel censimento del 2011 però il numero era di nuovo cresciuto a 522.000 (5% della popolazione).

## Economia
Nel sud, intorno a Hodonín e Břeclav, la zona fa parte del Bacino di Vienna e vengono estratti il petrolio e la lignite. Nell'area attorno a Ostrava c'era una miniera di carbone largamente sfruttata fino al 1995. Le principali merci prodotte in Moravia annoverano il ferro, prodotti chimici, cuoio e materiali da costruzione. I maggiori centri economici sono Brno, Olomouc e Ostrava; la Moravia è anche conosciuta per la viticoltura: possiede il 94% delle vigne della Repubblica Ceca ed è al centro dell'industria vinicola del Paese.
La zona di Blansko vive di turismo grazie soprattutto alle grotte dell'Abisso di Macocha e di Punkva.

## Infrastrutture e trasporti
| Numero | Autostrada                  | Lunghezza (km) | Fonti       |
| ------ | --------------------------- | -------------- | ----------- |
| 1      | Jihlava-Bohumín             | 257,3          | [ 5 ] [ 6 ] |
| 2      | Brno-Lanžhot                | 60,9           | [ 7 ]       |
| 4      | Mohelnice-Lipník nad Bečvou | 59             | [ 8 ]       |
| 5      | Vyškov-Olomouc              | 38             | [ 9 ]       |
| 6      | Bělotín-Český Těšín         | 32             | [ 10 ]      |
| 7      | Brno-Pohořelice-Viena       | 27 (52)        | [ 11 ]      |
| 8      | Hulín-Otrokovice            | 19             | [ 12 ]      |
| 9      | Ostrava-Frýdek-Místek       | 14             | [ 13 ]      |
|        | Totale                      | 507,2          | [ 14 ]      |

## Galleria d'immagini

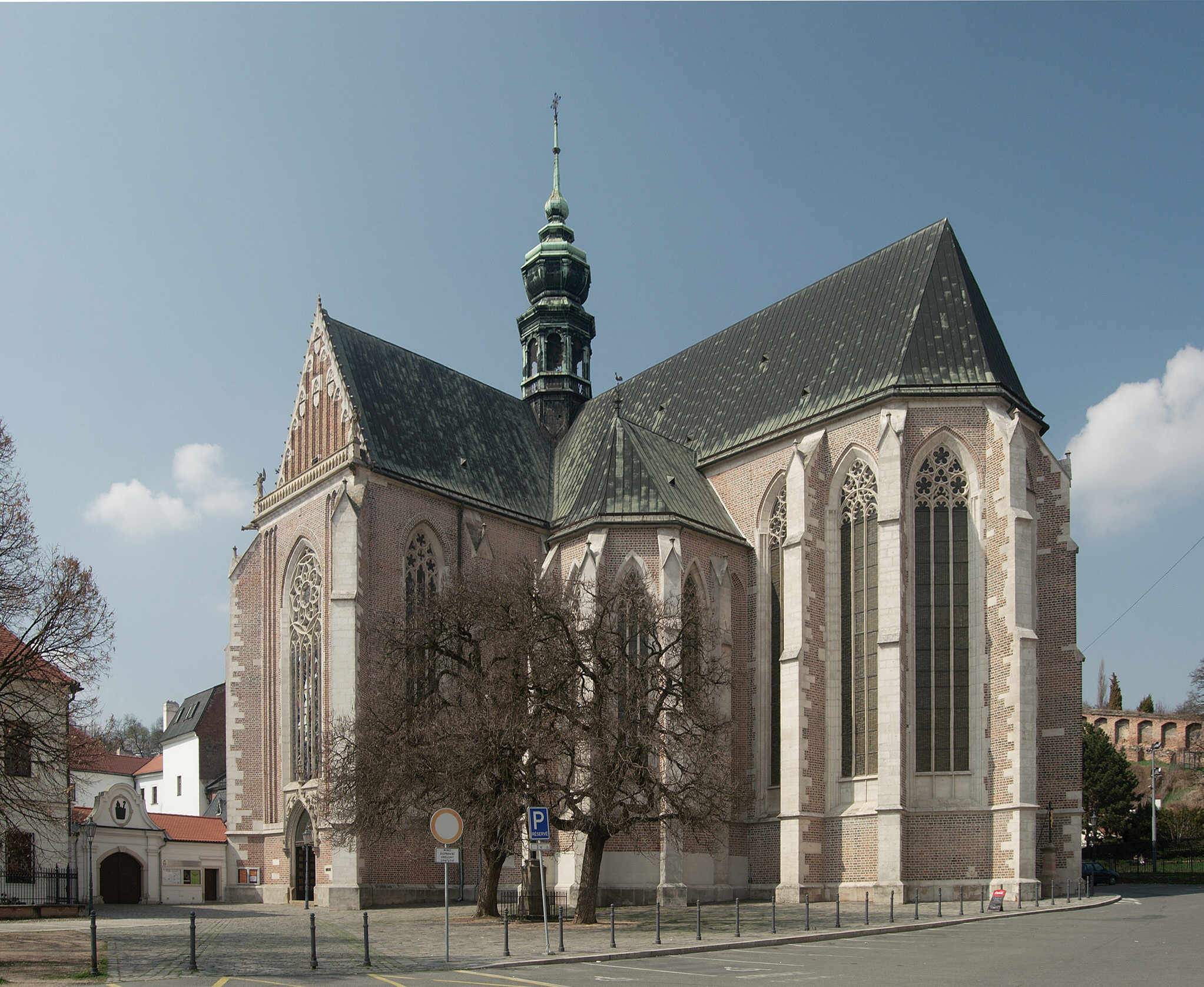
Basilica Santa Maria Assunta in territorio di Abbazia di San Tommaso (Brno)
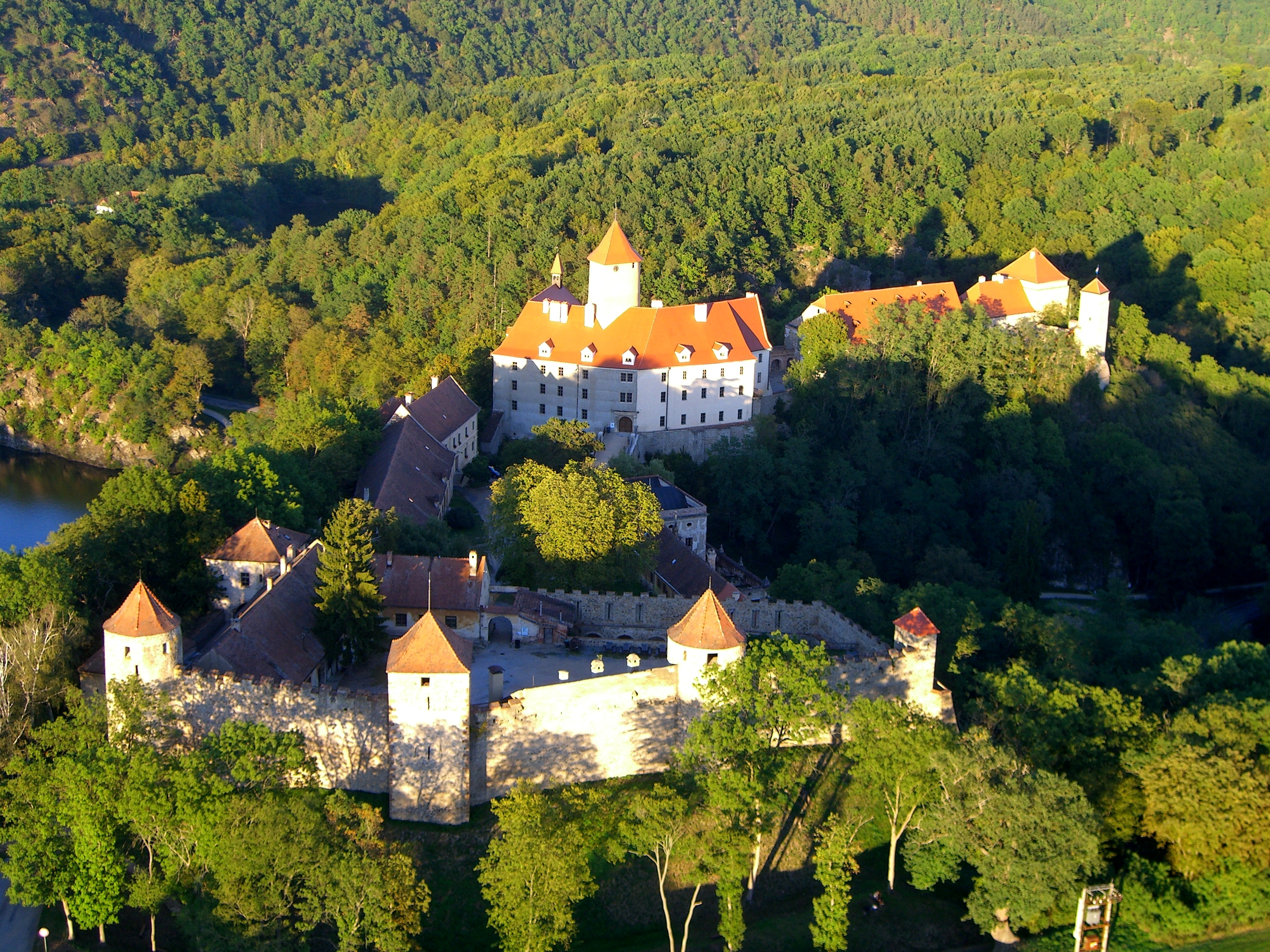
Il Castello reale e ducale Veveří.
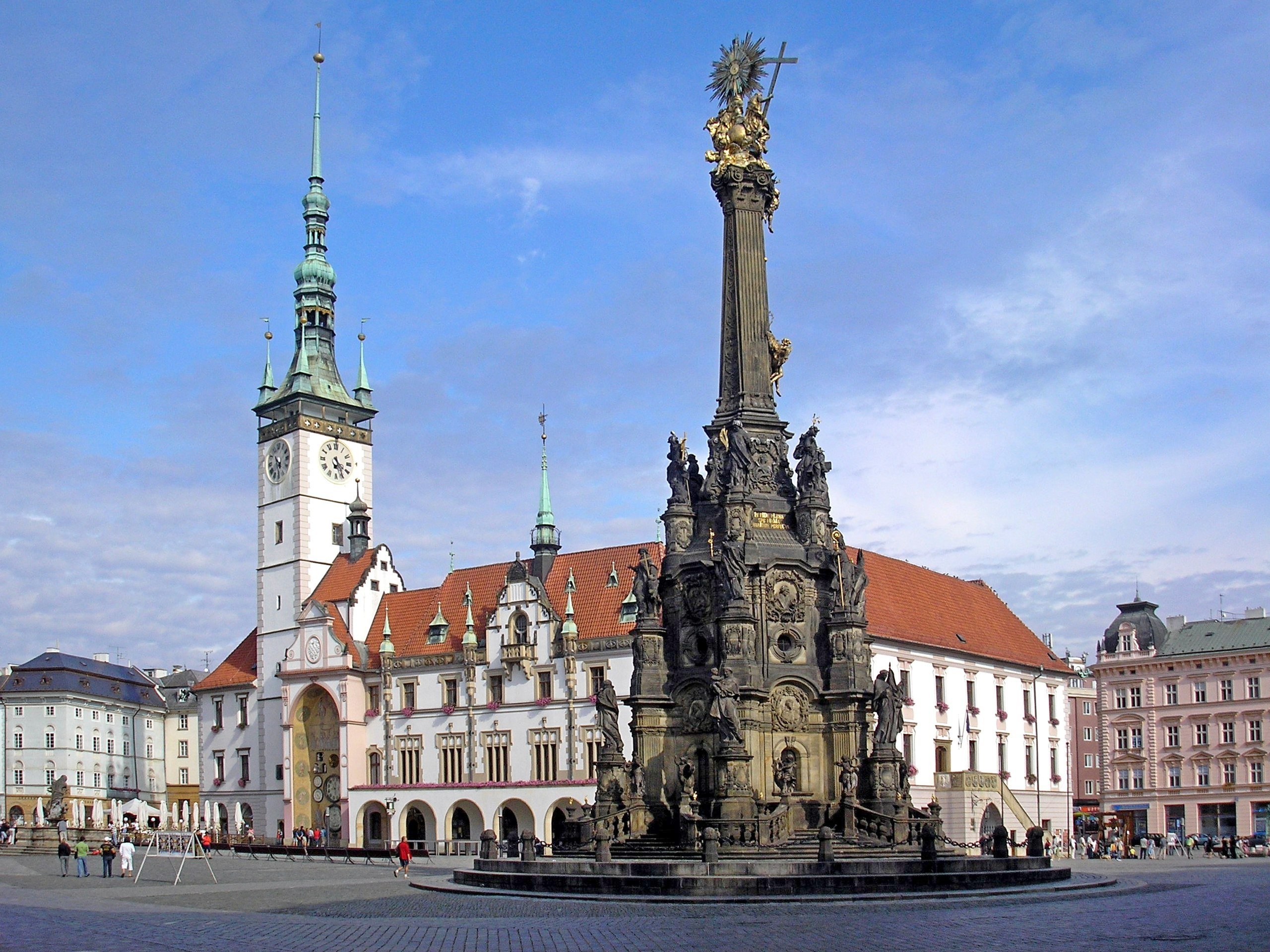
La Piazza Superiore, con la Colonna delle Trinità Olomouc.
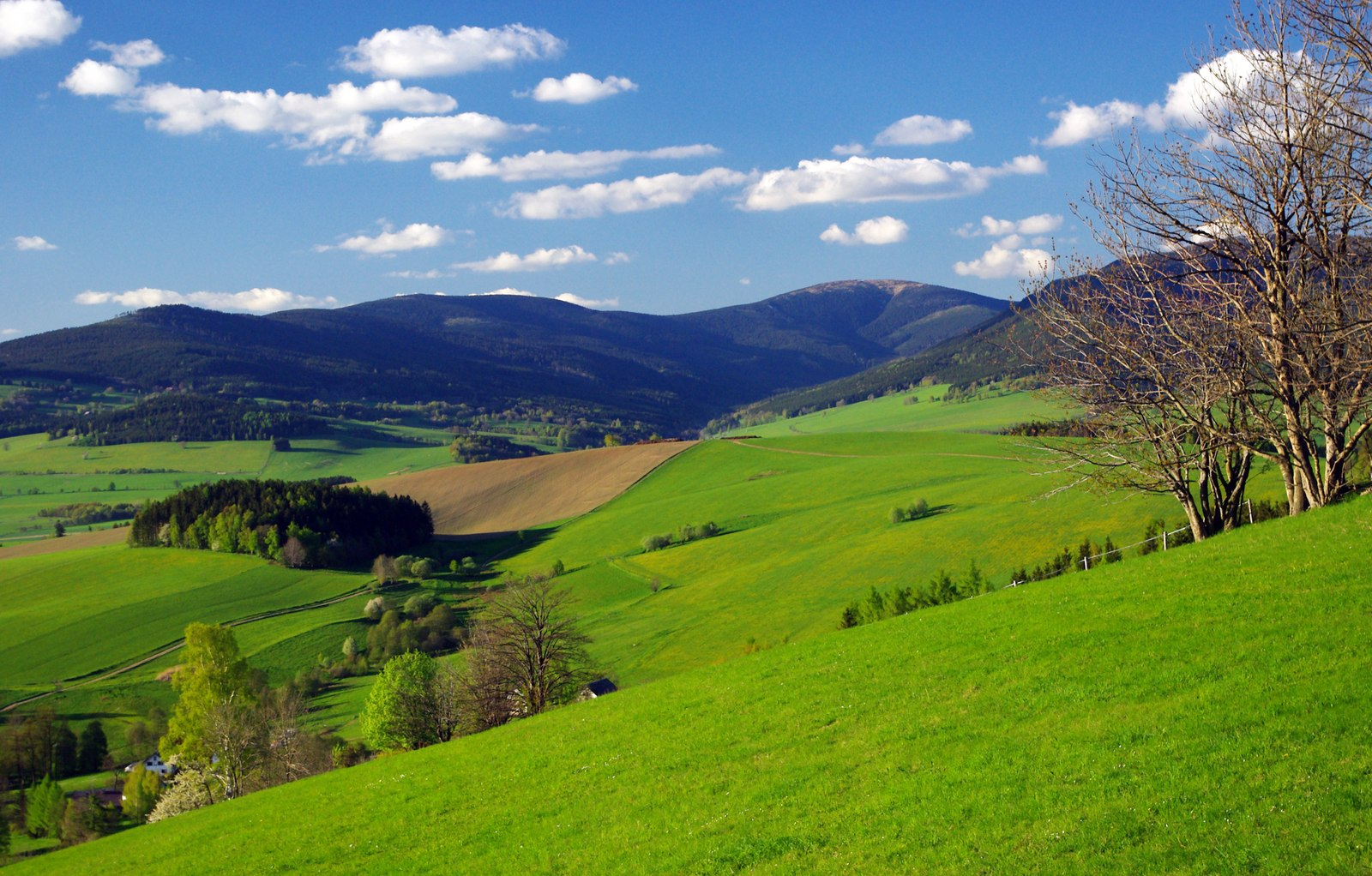
Monte Králický Sněžník
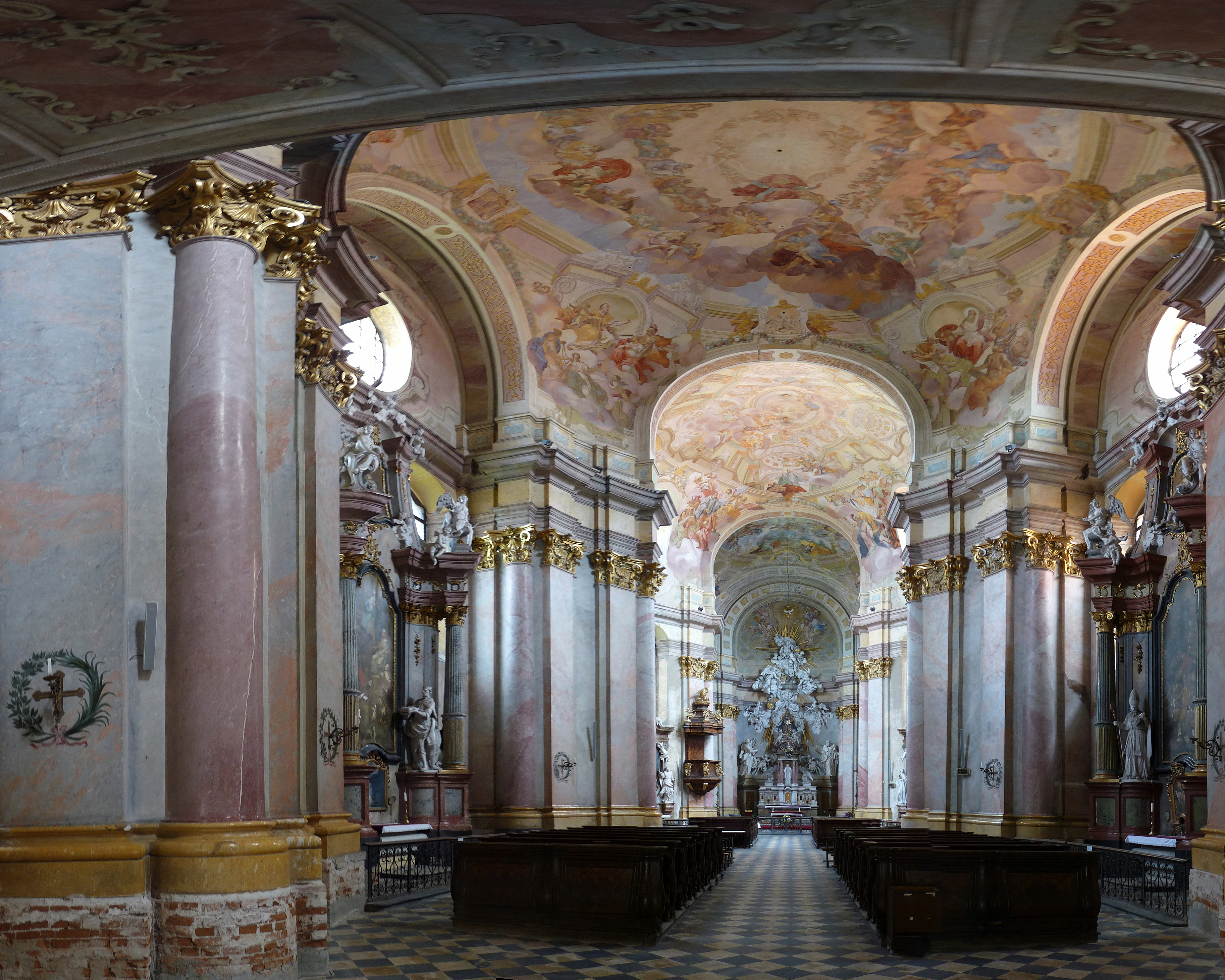
Abbazia di Beneditini Rajhrad
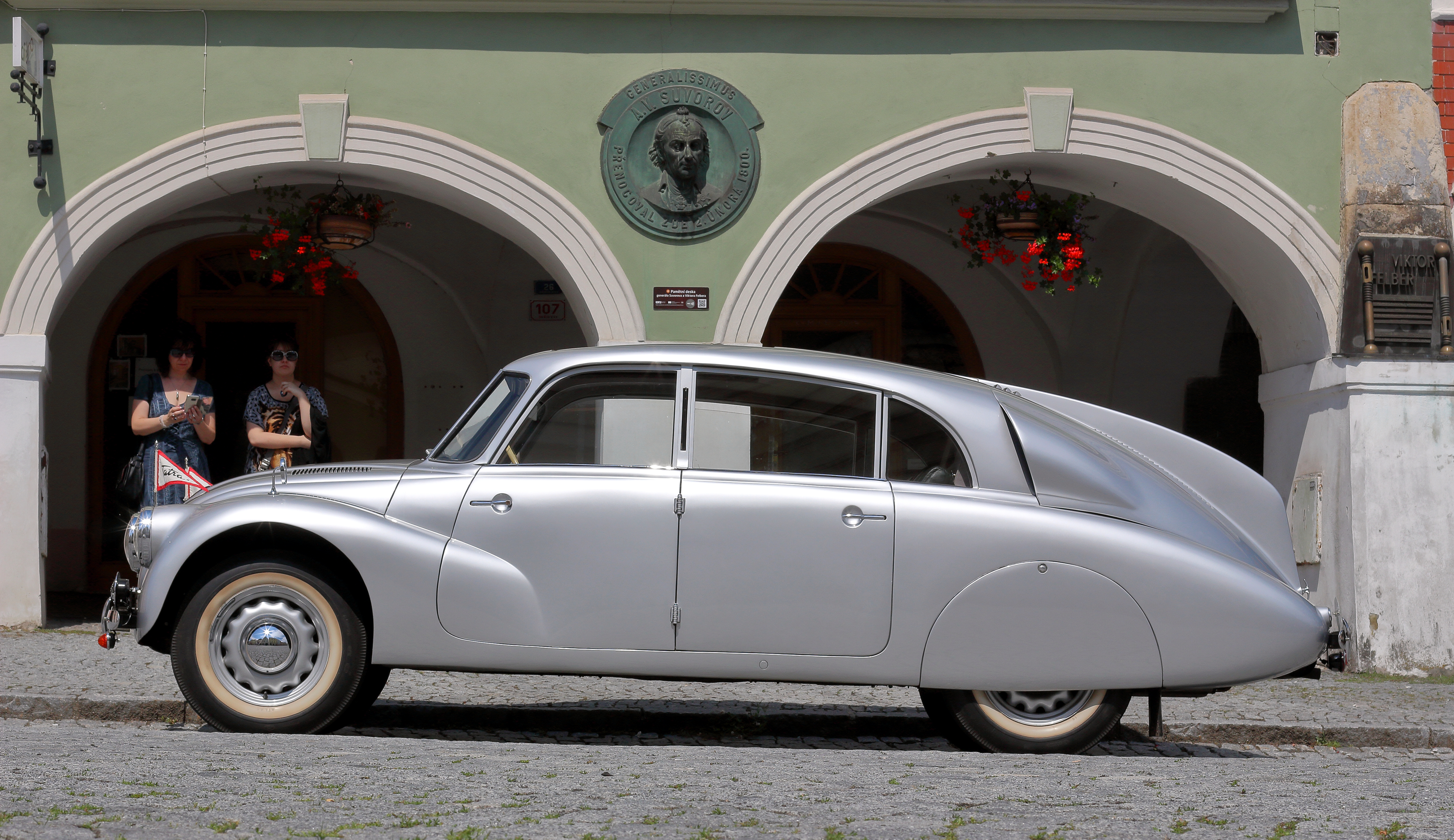
Una Tatra 87
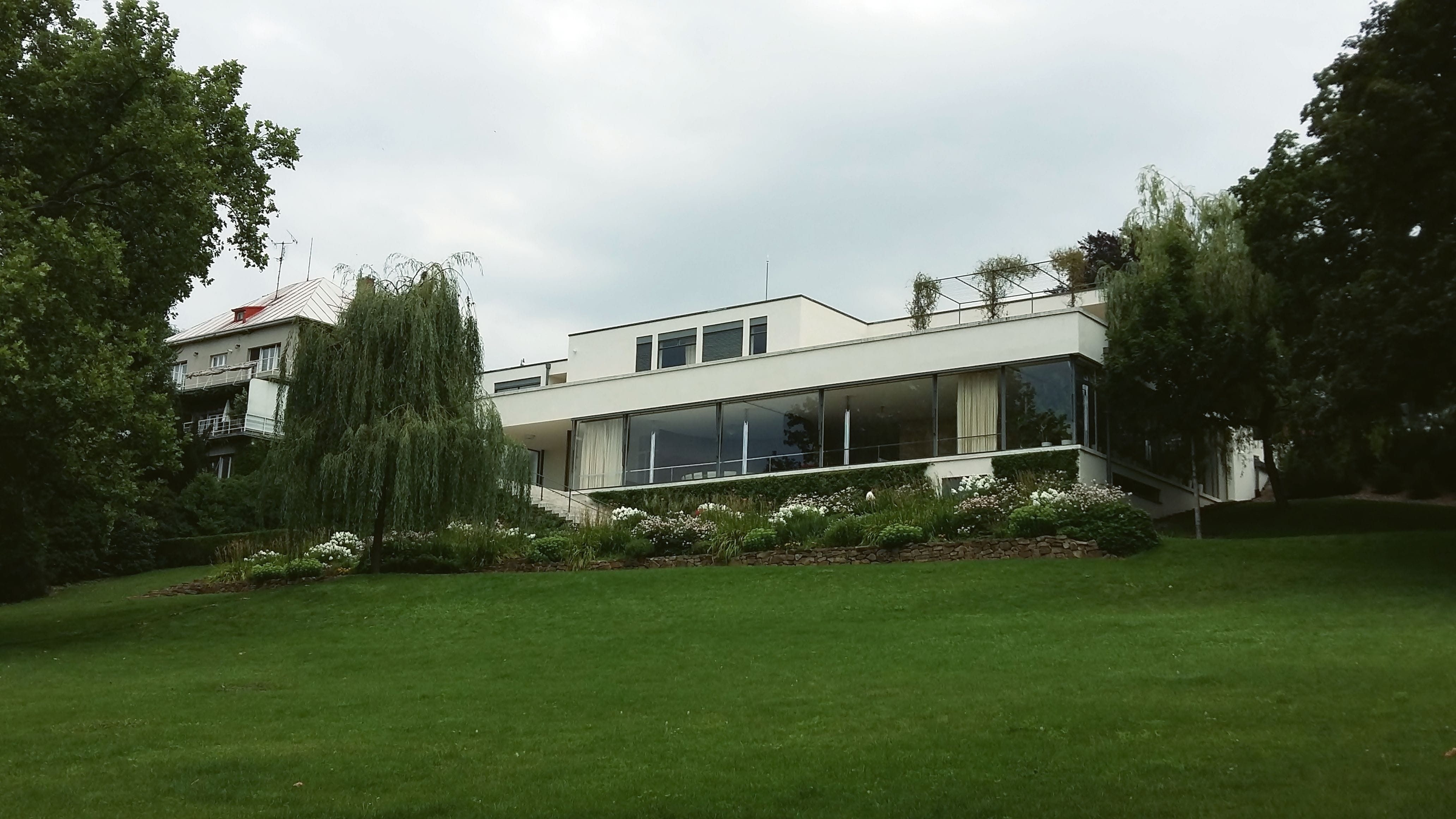
Villa Tugendhat, un'opera principale dell'architettura moderna